# Трилинка
Трили́нка — дорожное покрытие плиткой шестигранной формы. Изобретена и запатентована польским инженером Владиславом Трилинским. Применялась в 1935—1939 годах в Бресте, других городах Полесского и других воеводств межвоенной Польши. Плитка имела 6 граней по 20 сантиметров, толщину 15—20 сантиметров. Трилинка изготавливалась в металлических формах, в которые закладывали колотый базальтовый камень — сначала по углам, потом по периметру и, в завершение, в середине. Заготовка заливалась на половину высоты раствором высокой марки и на половину — тощим бетоном. Трилинка укладывалась прочным каменным основанием вверх. Для кромки дороги возле бордюров применялась особая пятигранная форма плитки.
В Бресте плитку изготавливали рядом с городским парком. Для производства плитки использовали чёрную базальтовую породу в крупных кусках, которую привозили из карьера Янова Долина на территории нынешней Ровненской области. Отряд, созданный из безработных, колол эти куски до нужного размера.
Трилинку применяли также на строительстве дороги Кобрин-Пинск. Сохранилось пять километров трилинки около Пинска. Производство плитки было организовано также и в Пинске, деревнях Снитово и Огдемер. В честь окончания строительства дороги на выезде из Пинска был установлен памятник из базальта, который использовался в производстве трилинки.